# Stephen Grammauta
Stephen Grammauta, detto Stevie Coogan (New York, 6 dicembre 1916 – 2016), è stato un mafioso statunitense, caporegime della famiglia Gambino. Si ritiene che abbia preso parte all'omicidio del boss mafioso Albert Anastasia e che abbia ricoperto il ruolo di sottocapo ad interim della famiglia.

## Biografia
Nato nel quartiere Lower East Side di Manhattan, Stephen Grammauta era figlio di Domenico e Concetta Grammauta. Si dedicava già al traffico di droga nei primi anni ’30. Alla fine degli anni ’40, entrò ufficialmente a far parte - come uomo d’onore - della famiglia criminale Mangano, che in seguito sarebbe diventata la famiglia Gambino, sotto la guida del suo fondatore e boss Vincenzo "Don Vincent" Mangano.

## Carriera criminale
Nel 1951, dopo la scomparsa di Vincent Mangano e l’assassinio di suo fratello Phil nello stesso anno, il caporegime Albert Anastasia assunse il comando della famiglia. Ex capo della famigerata Murder, Inc., Anastasia era considerato uno dei mafiosi più spietati e violenti di New York. Dopo l’uccisione del suo precedente sottocapo, Frank Scalise, Anastasia promosse Carlo Gambino, un altro caporegime, al ruolo di suo vice. In questo periodo, Grammauta operava all'interno di una squadra insieme ai fratelli Joseph "Joe Piney" Armone e Stephen Armone.

### L'omicidio di Anastasia
Nel 1957, le altre famiglie mafiose di New York iniziarono a mettere in discussione la leadership di Anastasia. Si diceva che Anastasia avesse perso ogni controllo, arrivando a ordinare l'uccisione di innocenti per puro capriccio; in un caso celebre, fece assassinare un sarto visto in televisione, colpevole solo di aver denunciato una rapina subita. Boss del calibro di Vito "Don Vito" Genovese, Thomas "Tommy Brown" Lucchese e Meyer Lansky decisero che Anastasia rappresentava ormai un pericolo per l’equilibrio del crimine organizzato.
Nello stesso anno, Carlo Gambino incaricò Joseph "Joe the Blonde" Biondo e Stephen Armone di eliminare Anastasia. Armone, a sua volta, voleva coinvolgere il fratello Joseph, ma quest’ultimo era stato arrestato per traffico di droga. Così Stephen sostituì il fratello con Stephen Grammauta.
La mattina del 25 ottobre 1957, Anastasia si recò nella barberia dell’Hotel Park Sheraton (oggi Park Central Hotel) a Manhattan. Mentre si rilassava sulla poltrona del barbiere, Grammauta, Arnold Wittenburg e Stephen Armone fecero irruzione nel locale, spinsero via il barbiere e aprirono il fuoco. Ferito, Anastasia avrebbe cercato di reagire contro i suoi sicari, colpendo però solo le loro immagini riflesse nello specchio. Morì sul colpo.
Dopo l’omicidio, esponenti della famiglia Profaci, come Carmine "Junior" Persico e Joseph "Crazy Joe" Gallo, si attribuirono pubblicamente il merito dell’esecuzione. Tuttavia, né Grammauta né i suoi complici furono mai riconosciuti ufficialmente come gli assassini. Nessuno fu mai arrestato o processato per l’omicidio di Albert Anastasia.

## Arresto e condanna
Nel 1965, Stephen Grammauta e Joseph Armone furono condannati per traffico di eroina, importata nei Stati Uniti dai Paesi Bassi, e ricevettero una pena di otto anni di carcere. Nel 1970, dopo cinque anni, entrambi furono rilasciati. Al suo ritorno in libertà, Armone fu promosso caporegime, assumendo il comando della squadra che un tempo apparteneva a suo fratello. Grammauta, invece, trascorse i successivi 25 anni come soldato fedele all’interno della squadra di Armone.

### Rivalità con John Gotti
Dopo la morte di Carlo Gambino nel 1976, la guida della famiglia passò al cognato Paul Castellano. Tuttavia, Castellano si trovò presto coinvolto in una rivalità interna con il potente caporegime John Gotti. I rapporti tra Gotti e Grammauta erano tesi: Gotti lo considerava un concorrente pericoloso e un potenziale avversario. Nel 1985, Gotti orchestrò l’assassinio di Castellano e prese il controllo della famiglia Gambino. Con l’ascesa di Gotti, le speranze di Grammauta di ottenere una promozione svanirono definitivamente. Nel 1992, però, Gotti fu condannato per omicidio e condannato all’ergastolo.

## Il Comitato Direttivo
Con l’incarcerazione di John Gotti, Stephen Grammauta riuscì finalmente a ottenere una promozione: nel 1994 divenne caporegime, prendendo il comando della squadra precedentemente guidata da Jack Giordano. Nel 1996, fu nominato membro di un Comitato Direttivo istituito per affiancare il boss reggente John "Junior" Gotti nella gestione degli affari della famiglia Gambino. Tra il 1996 e il 2002, Grammauta fece parte del comitato, contribuendo di fatto alla conduzione della famiglia come boss ad interim. Dopo la morte di John Gotti e lo scioglimento del comitato, Grammauta tornò a svolgere il ruolo di caporegime.

## Morte
Stephen Grammauta è morto nel 2016 all'età di 99 anni.